# 사공 (관직)
사공(司空)은 고대 중국, 한국 왕조의 관직 가운데 하나이다. 금문(金文) 등의 청동기 유물에는 司工으로 나와 있다.
《주례》(周禮)에 기록된 육관(六官)의 하나로서 《한서》(漢書) 주(注)에는 물과 죄인을 맡은 직책이라고 했다. 감옥에 갇힌 형도(刑徒, 수형자)의 관리와 치수(治水)나 각종 토목공사(作事)를 맡아 보았다. 당시에는 관의 공사를 형을 받은 죄수를 동원해 하는 경우가 있었고 양자의 직업상 관장 분야는 밀접하게 관련되어 있었다.
전국시대(戰國時代)에서 한(漢)에 이르는 문헌이나 고분에서 출토된 사료에는 「도사공(都司空)」「차사공(次司空)」(『묵자』)・「국사공(国司空)」（『상군서』）・「현사공(県司空)」「방사공(邦司空)」（『진률잡초』）・「중사공(中司空)」·「군사공(郡司空)」·「궁사공(宮司空)」·「현사공(県司空)」（『이년율령』）・「옥사공(獄司空)」（『홍범오행전』） 등의 존재가 기재되어 있다. 지방의 역소(役所)에도 사공이 설치되었음이 알려져 있는데, 전한 후기 이후로 감옥이나 공사의 역할은 서로 분리되고 각지에 있던 「사공」의 명칭도 차츰 쓰이지 않게 되어, 후한(後漢)에 들어서는 삼공의 하나로서 그 명칭이 쓰이게 되었다. 어사대부(御史大夫)를 대사공(大司空)이라 개칭할 무렵에도 처음에는 사공으로 개칭했다가 나중에 옥사공의 존재가 지적되면서 이와 구별하기 위해 대(大)를 더 붙였다는 일화가 남아있다.
고대 서주(西周)에서는 삼공 다음가는 가는 지위로 육경(六卿)의 하나라는 위치에서 토지・인민을 맡아보았으며, 사마(司馬)・사도(司徒)・사공(司空)은 진(秦)이나 초(楚)를 제외한 대부분의 나라에 설치되었다. 전국 시대의 송(宋)은 무공(武公)의 이름을 피해 사공(司空)을 사성(司城)으로 바꾸었다. 공자(孔子)도 노(鲁)의 사공에 임명된 사례가 있다.
전한 왕조에서는 어사대부가 삼공의 하나가 되었고 성제(成帝) 수화(綏和) 1년(기원전 8년)에 어사대부를 대사공으로 개칭하였다. 전한 애제(哀帝) 건평(建平) 2년(기원전 5년)에 대사공은 어사대부의 이름을 얻었지만, 원수(元壽) 2년(기원전 1년)에 다시 대사공으로 개칭되었다. 신(新) 왕조를 개창한 왕망은 삼공으로 대사마(大司馬), 대사도(大司徒), 대사공(大司空)을 두었고, 후한(後漢) 건무(建武) 27년(51년) 주호(朱祜)의 상주에 따라 대사공은 사공으로 이름이 바뀌었다. 헌제(献帝) 건안(建安) 13년(208년) 6월에 조조(曹操)에 의해 삼공 제도가 폐지되면서 설치되지 않게 되었지만, 위(魏)의 선양(禪讓) 이후 삼공 제도는 부활하여 다시 사공이 설치된다. 남북조 시대의 유송(劉宋)에서는 군의 최고직으로서 사공이 설치되었지만, 남북조 시대를 통일한 수(隋)에서는 단순한 명예직으로서 병권을 가지고 있지 않았다.
당(唐)이 발해의 강왕(康王)에게 준 책봉호 가운데에는 검교사공(檢校司空)이 있었으며, 훗날 조선 왕조의 개창자가 된 이성계(李成桂)의 집안인 전주 이씨(全州李氏)는 신라 시대의 사공공(司空公) 한(翰)이라는 인물을 집안의 시조로 모셨다.
명(明), 청(淸) 왕조에서는 공부상서(工部尙書)의 별칭으로 '사공'이라는 이름이 쓰였다.
한국에서는 고려시대 정1품 재상직의 하나이다. 태위(太尉)・사도(司徒)와 함께 3공(三公)이라 총칭되었다.